# 巴美列·捷福獎
| 獎項 | 最佳非小說類寫作獎                                  |
| 國家 | 英國                                                |
| 獎金 | £30,000                                             |
| 首次 | 1999                                                |
| 現任 | How to Survive a Plague by David France             |
| 官網 | thebailliegiffordprize.co.uk （页面存档备份，存于） |

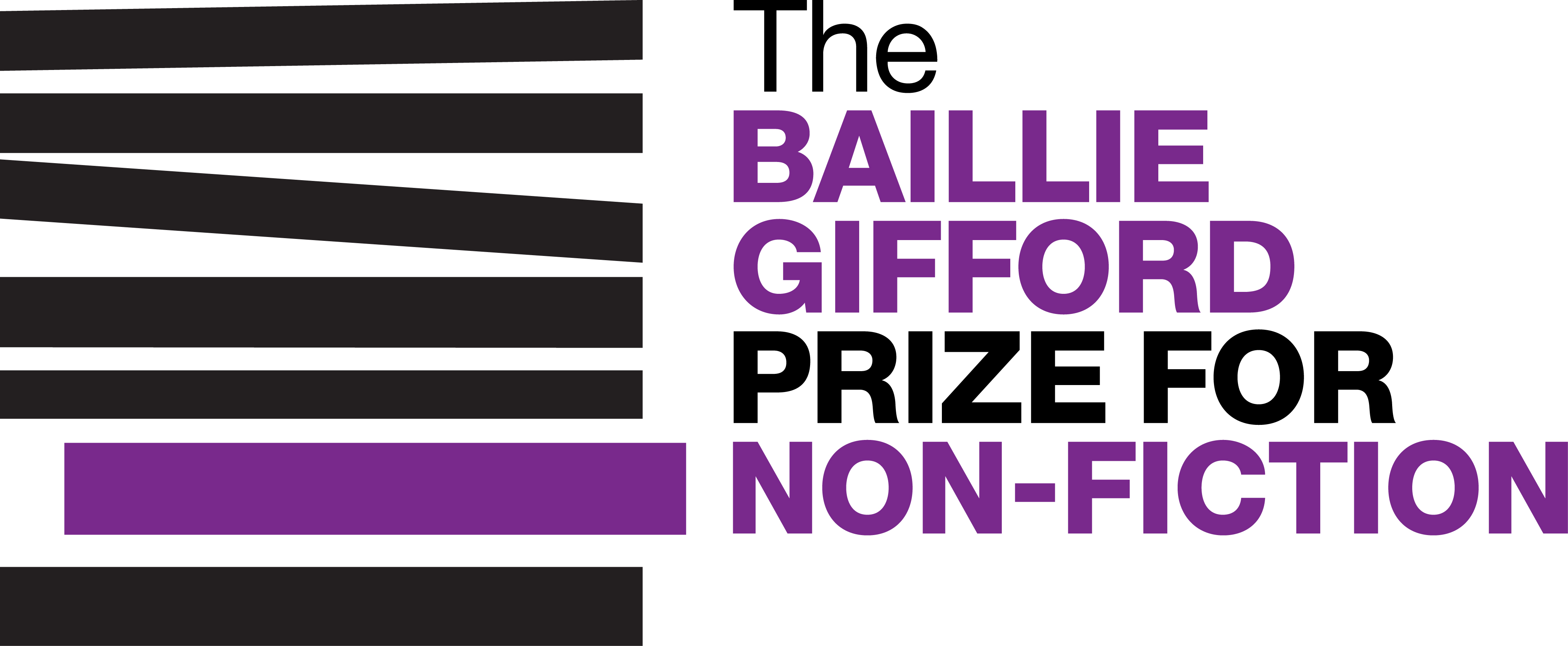

巴美列·捷福獎（Baillie Gifford Prize）原名塞繆爾·約翰遜獎（Samuel Johnson Prize，座右銘：“All the Best Stories are True”）是最負盛名的非小說類寫作獎之一。塞繆爾·約翰遜獎以作家塞繆爾·約翰遜的名字命名，成立於1999年取代了NCR圖書獎（NCR Book Award），資金由一位匿名人士捐贈。獎項評選範圍涵蓋了時政歷史、政治、科學、體育、旅遊、傳記、自傳和藝術。2016年由巴美列捷福公司贊助冠軍可獲獎金30,000英鎊而改为现名。

## 得獎与提名作品

### 塞繆爾·約翰遜獎：1999-2008
- 1999年：《斯大林格勒》安東尼·畢沃爾著
- 2007年：《翡翠城的皇室生活》拉吉夫‧錢德瑞薩克倫著
- 2008年：《威徹爾先生的猜疑》凱特·莎莫史克爾著

### BBC塞繆爾·約翰遜非小说獎：2009-2016
- 2009年：《鯨魚》Philip Hoare著
- 2010年：《我們最幸福：北韓人民的真實生活》芭芭拉·德米克著
- 2011年：《毛澤東的大饑荒——1958-1962年的中國浩劫史》馮客著
- 2012年: 《Into the silence : the Great War, Mallory, and the conquest of Everest》維德·戴維斯著
- 2013年：《矛》（The Pike: Gabriele D'Annunzio – Poet, Seducer and Preacher of War）露西·休斯-哈莱特著[3]